# Olimpiai bajnok úszók listája

Az alábbi táblázatok az olimpiai bajnokságok úszó győzteseit ismertetik. Az úszósport már az 1896-os, első újkori olimpiától kezdve minden nyári olimpia kihagyhatatlan és népszerű versenysorozata. A versenyszámokat 50 méteres medencében rendezik, de a sorozatba a 2008-tól bekerült 10 km-es távúszást szabad állóvízben rendezik. Az 1904-ben, St. Louis-ban megrendezett olimpián – egyedüliként a játékok történetében – yardos távokon rendezték meg a versenyeket.

## Férfiak versenyszámai

### Gyorsúszó számok
Megjegyzés:
- 1904-ben St. Louis-ban 50, 100 és 220 yardos gyorsúszást rendeztek.

| Év, helyszín        | 50 m              | 50 m          | 100 m                     | 100 m          | 200 m                     | 200 m         |
| ------------------- | ----------------- | ------------- | ------------------------- | -------------- | ------------------------- | ------------- |
| 1896 Athén          |                   |               | Hajós Alfréd              | Magyarország   |                           |               |
| 1900 Párizs         |                   |               | John Arthur Jarvis        | Nagy-Britannia | Frederick Lane            | Ausztrália    |
| 1904 St. Louis      | Halmay Zoltán     | Magyarország  | Halmay Zoltán             | Magyarország   | Charles Daniels           | USA           |
| 1908 London         |                   |               | Charles Meldrum Daniels   | USA            |                           |               |
| 1912 Stockholm      |                   |               | Duke Paoa Kahanamoku      | USA            |                           |               |
| 1920 Antwerpen      |                   |               | Duke Paoa Kahanamoku      | USA            |                           |               |
| 1924 Párizs         |                   |               | Johnny Weissmuller        | USA            |                           |               |
| 1928 Amszterdam     |                   |               | Johnny Weissmuller        | USA            |                           |               |
| 1932 Los Angeles    |                   |               | Mijazaki Jaszudzsi        | Japán          |                           |               |
| 1936 Berlin         |                   |               | Csik Ferenc               | Magyarország   |                           |               |
| 1948 London         |                   |               | Walter Ris                | USA            |                           |               |
| 1952 Helsinki       |                   |               | Clarke Scholes            | USA            |                           |               |
| 1956 Melbourne      |                   |               | Jon Henricks              | Ausztrália     |                           |               |
| 1960 Róma           |                   |               | John Devitt               | Ausztrália     |                           |               |
| 1964 Tokió          |                   |               | Don Schollander           | USA            |                           |               |
| 1968 Mexikóváros    |                   |               | Mike Wenden               | Ausztrália     | Mike Wenden               | Ausztrália    |
| 1972 München        |                   |               | Mark Spitz                | USA            | Mark Spitz                | USA           |
| 1976 Montréal       |                   |               | Jim Montgomery            | USA            | Bruce Furniss             | USA           |
| 1980 Moszkva        |                   |               | Jörg Woithe               | NDK            | Szergej Koplijakov        | Szovjetunió   |
| 1984 Los Angeles    |                   |               | Ambrose Gaines            | USA            | Michael Gross             | NSZK          |
| 1988 Szöul          | Matt Biondi       | USA           | Matt Biondi               | USA            | Duncan Armstrong          | Ausztrália    |
| 1992 Barcelona      | Alekszandr Popov  | FÁK           | Alekszandr Popov          | FÁK            | Jevgenyij Szadovij        | FÁK           |
| 1996 Atlanta        | Alekszandr Popov  | Oroszország   | Alekszandr Popov          | Oroszország    | Danyon Loader             | Új-Zéland     |
| 2000 Sydney         | Gary Hall Jr.     | USA           | Pieter van den Hoogenband | Hollandia      | Pieter van den Hoogenband | Hollandia     |
| 2004 Athén          | Gary Hall Jr.     | USA           | Pieter van den Hoogenband | Hollandia      | Ian Thorpe                | Ausztrália    |
| 2008 Peking         | César Cielo Filho | Brazília      | Alain Bernard             | Franciaország  | Michael Phelps            | USA           |
| 2012 London         | Florent Manaudou  | Franciaország | Nathan Adrian             | USA            | Yannick Agnel             | Franciaország |
| 2016 Rio de Janeiro | Anthony Ervin     | USA           | Kyle Chalmers             | Ausztrália     | Szun Jang                 | Kína          |
| 2020 Tokió          |                   |               |                           |                |                           |               |

Megjegyzés:
- 1904-ben 400 m helyett 440 yardos gyorsúszás volt.

| Év, helyszín        | 400 m                | 400 m          | 1500 m               | 1500 m         |
| ------------------- | -------------------- | -------------- | -------------------- | -------------- |
| 1896 Athén          |                      |                |                      |                |
| 1900 Párizs         |                      |                |                      |                |
| 1904 St. Louis      | Charles Daniels      | USA            |                      |                |
| 1908 London         | Henry Taylor         | Nagy-Britannia | Henry Taylor         | Nagy-Britannia |
| 1912 Stockholm      | George Hodgson       | Kanada         | George Hodgson       | Kanada         |
| 1920 Antwerpen      | Norman Ross          | USA            | Norman Ross          | USA            |
| 1924 Párizs         | Johnny Weissmuller   | USA            | Andrew Charlton      | Ausztrália     |
| 1928 Amszterdam     | Alberto Zorrilla     | Argentína      | Arne Borg            | Svédország     |
| 1932 Los Angeles    | Buster Crabbe        | USA            | Kitamura Kuszuo      | Japán          |
| 1936 Berlin         | Jack Medica          | USA            | Terada Noboru        | Japán          |
| 1948 London         | William Smith        | USA            | James McLane         | USA            |
| 1952 Helsinki       | Jean Boiteux         | Franciaország  | Ford Konno           | USA            |
| 1956 Melbourne      | Murray Rose          | Ausztrália     | Murray Rose          | Ausztrália     |
| 1960 Róma           | Murray Rose          | Ausztrália     | John Konrads         | Ausztrália     |
| 1964 Tokió          | Don Schollander      | USA            | Bob Windle           | Ausztrália     |
| 1968 Mexikóváros    | Mike Burton          | USA            | Mike Burton          | USA            |
| 1972 München        | Brad Cooper          | Ausztrália     | Mike Burton          | USA            |
| 1976 Montréal       | Brian Goodell        | USA            | Brian Goodell        | USA            |
| 1980 Moszkva        | Vlagyimir Szalnyikov | Szovjetunió    | Vlagyimir Szalnyikov | Szovjetunió    |
| 1984 Los Angeles    | George DiCarlo       | USA            | Michael O'Brien      | USA            |
| 1988 Szöul          | Uwe Dassler          | NDK            | Vlagyimir Szalnyikov | Szovjetunió    |
| 1992 Barcelona      | Jevgenyij Szadovij   | FÁK            | Kieren Perkins       | Ausztrália     |
| 1996 Atlanta        | Danyon Loader        | Új-Zéland      | Kieren Perkins       | Ausztrália     |
| 2000 Sydney         | Ian Thorpe           | Ausztrália     | Grant Hackett        | Ausztrália     |
| 2004 Athén          | Ian Thorpe           | Ausztrália     | Grant Hackett        | Ausztrália     |
| 2008 Peking         | Pak Te Hvan          | Dél-Korea      | Oussama Mellouli     | Tunézia        |
| 2012 London         | Szun Jang            | Kína           | Szun Jang            | Kína           |
| 2016 Rio de Janeiro | Mack Horton          | Ausztrália     | Gregorio Paltrinieri | Olaszország    |
| 2020 Tokió          |                      |                |                      |                |

### Mellúszó számok
| Év, helyszín        | 100 m                 | 100 m          | 200 m               | 200 m           |
| ------------------- | --------------------- | -------------- | ------------------- | --------------- |
| 1908 London         |                       |                | Frederick Holman    | Nagy-Britannia  |
| 1912 Stockholm      |                       |                | Walter Barthe       | Német Birodalom |
| 1920 Antwerpen      |                       |                | Håkan Malmroth      | Svédország      |
| 1924 Párizs         |                       |                | Robert Skelton      | USA             |
| 1928 Amszterdam     |                       |                | Curuta Josijuki     | Japán           |
| 1932 Los Angeles    |                       |                | Curuta Josijuki     | Japán           |
| 1936 Berlin         |                       |                | Hamuro Tecuo        | Japán           |
| 1948 London         |                       |                | Joseph Verdeur      | USA             |
| 1952 Helsinki       |                       |                | John Davies         | Ausztrália      |
| 1956 Melbourne      |                       |                | Furukava Maszaru    | Japán           |
| 1960 Róma           |                       |                | William Mulliken    | USA             |
| 1964 Tokió          |                       |                | Ian O'Brien         | Ausztrália      |
| 1968 Mexikóváros    | Don McKenzie          | USA            | Felipe Munoz        | Mexikó          |
| 1972 München        | Tagucsi Nobutaka      | Japán          | John Hencken        | USA             |
| 1976 Montréal       | John Hencken          | USA            | David Wilkie        | Nagy-Britannia  |
| 1980 Moszkva        | Duncan Goodhew        | Nagy-Britannia | Robertasz Zulpa     | Szovjetunió     |
| 1984 Los Angeles    | Steve Lundquist       | USA            | Victor Davis        | Kanada          |
| 1988 Szöul          | Adrian Moorhouse      | Nagy-Britannia | Szabó József        | Magyarország    |
| 1992 Barcelona      | Nelson Diebel         | USA            | Mike Barrowman      | USA             |
| 1996 Atlanta        | Fred Deburghgraeve    | Belgium        | Rózsa Norbert       | Magyarország    |
| 2000 Sydney         | Domenico Fioravanti   | Olaszország    | Domenico Fioravanti | Olaszország     |
| 2004 Athén          | Kitadzsima Koszuke    | Japán          | Kitadzsima Koszuke  | Japán           |
| 2008 Peking         | Kitadzsima Koszuke    | Japán          | Kitadzsima Koszuke  | Japán           |
| 2012 London         | Cameron van der Burgh | Dél-Afrika     | Gyurta Dániel       | Magyarország    |
| 2016 Rio de Janeiro | Adam Peaty            | Nagy-Britannia | Dmitrij Balangyin   | Kazahsztán      |
| 2020 Tokió          |                       |                |                     |                 |

### Hátúszó számok
Megjegyzés:
- 1904-ben St. Louis-ban 100 yardos hátúszást rendeztek.

| Év, helyszín        | 100 m              | 100 m           | 200 m                           | 200 m         |
| ------------------- | ------------------ | --------------- | ------------------------------- | ------------- |
| 1900 Párizs         | Ernst Hoppenberg   | Német Birodalom |                                 |               |
| 1904 St. Louis      | Walter Brack       | Német Birodalom |                                 |               |
| 1908 London         | Arno Bieberstein   | Német Birodalom |                                 |               |
| 1912 Stockholm      | Harry Hebner       | USA             |                                 |               |
| 1920 Antwerpen      | Warren Kealoha     | USA             |                                 |               |
| 1924 Párizs         | Warren Kealoha     | USA             |                                 |               |
| 1928 Amszterdam     | George Kojac       | USA             |                                 |               |
| 1932 Los Angeles    | Kijokava Maszadzsi | Japán           |                                 |               |
| 1936 Berlin         | Adolf Kiefer       | USA             |                                 |               |
| 1948 London         | Allen Stack        | USA             |                                 |               |
| 1952 Helsinki       | Ojakava Josinobu   | Japán           |                                 |               |
| 1956 Melbourne      | David Theile       | Ausztrália      |                                 |               |
| 1960 Róma           | David Theile       | Ausztrália      |                                 |               |
| 1964 Tokió          |                    |                 | Jed Graef                       | USA           |
| 1968 Mexikóváros    | Roland Matthes     | NDK             | Roland Matthes                  | NDK           |
| 1972 München        | Roland Matthes     | NDK             | Roland Matthes                  | NDK           |
| 1976 Montréal       | John Naber         | USA             | John Naber                      | USA           |
| 1980 Moszkva        | Bengt Baron        | Svédország      | Wladár Sándor                   | Magyarország  |
| 1984 Los Angeles    | Richard Carey      | USA             | Richard Carey                   | USA           |
| 1988 Szöul          | Szuzuki Dajcsi     | Japán           | Igor Poljanszkij                | Szovjetunió   |
| 1992 Barcelona      | Mark Tewksbury     | Kanada          | Martín López Zubero             | Spanyolország |
| 1996 Atlanta        | Jeff Rouse         | USA             | Brad Bridgewater                | USA           |
| 2000 Sydney         | Lenny Krayzelburg  | USA             | Lenny Krayzelburg               | USA           |
| 2004 Athén          | Aaron Peirsol      | USA             | Aaron Peirsol                   | USA           |
| 2008 Peking         | Aaron Peirsol      | USA             | Ryan Lochte                     | USA           |
| 2012 London         | Matt Grevers       | USA             | Tyler Clary                     | USA           |
| 2016 Rio de Janeiro | Ryan Murphy        | USA             | Ryan Murphy                     | USA           |
| 2021 Tokió          | Jevgenyij Rilov    | RUS             | Kliment Koszenyikov Ryan Muprhy | RUS USA       |
| 2024 Párizs         | Thomas Ceccon      | ITA             | Kós Hubert                      | HUN           |

### Pillangóúszó számok
| Év, helyszín        | 100 m              | 100 m       | 200 m              | 200 m       |
| ------------------- | ------------------ | ----------- | ------------------ | ----------- |
| 1956 Melbourne      |                    |             | William Yorzyk     | USA         |
| 1960 Róma           |                    |             | Mike Troy          | USA         |
| 1964 Tokió          |                    |             | Kevin Berry        | Ausztrália  |
| 1968 Mexikóváros    | Doug Russell       | USA         | Carl Robie         | USA         |
| 1972 München        | Mark Spitz         | USA         | Mark Spitz         | USA         |
| 1976 Montréal       | Matt Vogel         | USA         | Mike Bruner        | USA         |
| 1980 Moszkva        | Pär Arvidsson      | Svédország  | Szergej Feszenko   | Szovjetunió |
| 1984 Los Angeles    | Michael Gross      | NSZK        | John Sieben        | Ausztrália  |
| 1988 Szöul          | Anthony Nesty      | Suriname    | Michael Gross      | NSZK        |
| 1992 Barcelona      | Pablo Morales      | USA         | Mel Stewart        | USA         |
| 1996 Atlanta        | Gyenyisz Pankratov | Oroszország | Gyenyisz Pankratov | Oroszország |
| 2000 Sydney         | Lars Frölander     | Svédország  | Tom Malchow        | USA         |
| 2004 Athén          | Michael Phelps     | USA         | Michael Phelps     | USA         |
| 2008 Peking         | Michael Phelps     | USA         | Michael Phelps     | USA         |
| 2012 London         | Michael Phelps     | USA         | Chad le Clos       | Dél-Afrika  |
| 2016 Rio de Janeiro | Joseph Schooling   | Szingapúr   | Michael Phelps     | USA         |
| 2020 Tokió          | Caeleb Dressel     | USA         | Milák Kristóf      | HUN         |
| 2024 Párizs         | Milák Kristóf      | HUN         | Léon Marchand      | FRA         |

### Vegyesúszó számok
| Év, helyszín        | 200 m                 | 200 m        | 400 m                 | 400 m        |
| ------------------- | --------------------- | ------------ | --------------------- | ------------ |
| 1964 Tokió          |                       |              | Richard Roth          | USA          |
| 1968 Mexikóváros    | Charles Hickcox       | USA          | Charles Hickcox       | USA          |
| 1972 München        | Gunnar Larsson        | Svédország   | Charles Hickcox       | USA          |
| 1976 Montréal       | Rod Strachan          | USA          | Rod Strachan          | USA          |
| 1980 Moszkva        |                       |              | Alekszandr Szidorenko | Szovjetunió  |
| 1984 Los Angeles    | Alex Baumann          | Kanada       | Alex Baumann          | Kanada       |
| 1988 Szöul          | Darnyi Tamás          | Magyarország | Darnyi Tamás          | Magyarország |
| 1992 Barcelona      | Darnyi Tamás          | Magyarország | Darnyi Tamás          | Magyarország |
| 1996 Atlanta        | Czene Attila          | Magyarország | Tom Dolan             | USA          |
| 2000 Sydney         | Massimiliano Rosolino | Olaszország  | Tom Dolan             | USA          |
| 2004 Athén          | Michael Phelps        | USA          | Michael Phelps        | USA          |
| 2008 Peking         | Michael Phelps        | USA          | Michael Phelps        | USA          |
| 2012 London         | Michael Phelps        | USA          | Ryan Lochte           | USA          |
| 2016 Rio de Janeiro | Michael Phelps        | USA          | Hagino Koszuke        | Japán        |
| 2020 Tokió          |                       |              |                       |              |

### Váltóúszó számok
| Év, helyszín        | 4×100 m gyorsváltó                                                                        | 4×100 m gyorsváltó | 4×200 m gyorsváltó                                                                                   | 4×200 m gyorsváltó | 4×100 m vegyes váltó                                                                                              | 4×100 m vegyes váltó |
| ------------------- | ----------------------------------------------------------------------------------------- | ------------------ | --- | ------------------ | --- | -------------------- |
| 1908 London         |                                                                                           |                    | John Henry Derbyshire, Paul Radmilovic, William Foster, Henry Taylor                                 | Nagy-Britannia     | |                      |
| 1912 Stockholm      |                                                                                           |                    | Cecil Healy, Malcolm Champion, Leslie Boardman, Harold Hardwick                                      | Ausztrália         | |                      |
| 1920 Antwerpen      |                                                                                           |                    | Perry McGillivray, Pua Kealoha, Norman Ross, Duke Kahanamoku                                         | USA                | |                      |
| 1924 Párizs         |                                                                                           |                    | Ralph Breyer, Harrison Glancy, Wallace O'Connor, Johnny Weissmuller                                  | USA                | |                      |
| 1928 Amszterdam     |                                                                                           |                    | Austin Clapp, Walter Laufer, George Kojac, Johnny Weissmuller                                        | USA                | |                      |
| 1932 Los Angeles    |                                                                                           |                    | Jokojama Takasi, Jusza Maszanori, Mijadzaki Jaszudzsi, Tojoda Hiszakicsi                             | Japán              | |                      |
| 1936 Berlin         |                                                                                           |                    | Arai Sigeo, Jusza Maszanori, Szugiura Sigeo, Tagucsi Maszaharu                                       | Japán              | |                      |
| 1948 London         |                                                                                           |                    | Walter Ris, James McLane, Wallace Wolf, William Smith                                                | USA                | |                      |
| 1952 Helsinki       |                                                                                           |                    | Wayne Moore, William Woolsey, Ford Konno, James McLane                                               | USA                | |                      |
| 1956 Melbourne      |                                                                                           |                    | Kevin O'Halloran, John Devitt, Murray Rose, Jon Henricks                                             | Ausztrália         | |                      |
| 1960 Róma           |                                                                                           |                    | George Harrison, Richard Blick, Mike Troy, Jeffrey Farrell                                           | USA                | Frank McKinney, Paul Hait, Lance Larson, Jeffrey Farrell                                                          | USA                  |
| 1964 Tokió          | Steve Clark, Michael Austin, Gary Ilman, Don Schollander                                  | USA                | Steve Clark, Roy Saari, Gary Ilman, Don Schollander                                                  | USA                | Thompson Mann, William Craig, Fred Schmidt, Steve Clark                                                           | USA                  |
| 1968 Mexikóváros    | Zachary Zorn, Steve Rerych, Mark Spitz, Ken Walsh                                         | USA                | John Nelson, Steve Rerych, Mark Spitz, Don Schollander                                               | USA                | Charles Hickcox, Don McKenzie, Doug Russell, Ken Walsh                                                            | USA                  |
| 1972 München        | Dave Edgar, John Murphy, Jerry Heidenreich, Mark Spitz                                    | USA                | John Kinsella, Frederick Tyler, Steven Genter, Mark Spitz                                            | USA                | Mike Stamm, Tom Bruce, Mark Spitz, Jerry Heidenreich                                                              | USA                  |
| 1976 Montréal       |                                                                                           |                    | Mike Bruner, Bruce Furniss, John Naber, Jim Montgomery                                               | USA                | John Naber, John Hencken, Matt Vogel, Jim Montgomery                                                              | USA                  |
| 1980 Moszkva        |                                                                                           |                    | Szergej Kopljakov, Andrej Krilov, Vlagyimir Szalnyikov, Ivar Sztukolkin                              | Szovjetunió        | Mark Kerry, Peter Evans, Mark Tonelli, Neil Brooks                                                                | Ausztrália           |
| 1984 Los Angeles    | Chris Cavanaugh, Michael Heath, Matt Biondi, Ambrose Gaines                               | USA                | Mike Heath, David Larson, Jeff Float, Bruce Hayes                                                    | USA                | Richard Carey, Steven Lundquist, Pablo Morales, Ambrose Gaines                                                    | USA                  |
| 1988 Szöul          | Chris Jacobs, Troy Dalbey, Tom Jager, Matt Biondi                                         | USA                | Troy Dalbey, Matt Cetlinski, Doug Gjertsen, Matt Biondi                                              | USA                | David Berkoff, Richard Schroeder, Matt Biondi, Chris Jacobs                                                       | USA                  |
| 1992 Barcelona      | Joe Hudepohl, Matt Biondi, Tom Jager, Jon Olsen                                           | USA                | Dmitrij Lepikov, Vlagyimir Pisnyenko, Jevgenyij Szadivij, Alekszej Tajanovics                        | FÁK                | Jeff Rouse, Nelson Diebel, Pablo Morales, Jon Olsen                                                               | USA                  |
| 1996 Atlanta        | Jon Olsen, Josh Davis, Bradley Schumacher, Gary Hall Jr.                                  | USA                | Josh Davis, Joe Hudepohl, Bradley Schumacher, Ryan Berube                                            | USA                | Jeff Rouse, Jeremy Linn, Mark Henderson, Gary Hall Jr.                                                            | USA                  |
| 2000 Sydney         | Michael Klim, Chris Fydler, Ashley Callus, Ian Thorpe                                     | Ausztrália         | Ian Thorpe, Michael Klim, Todd Pearson, William Kirby                                                | Ausztrália         | Lenny Krayzelburg, Ed Moses, Ian Crocker, Gary Hall Jr.                                                           | USA                  |
| 2004 Athén          | Roland Schoeman, Lyndon Ferns, Darian Townsend, Ryk Neethling                             | Dél-Afrika         | Michael Phelps, Ryan Lochte, Peter Vanderkaay, Klete Keller                                          | USA                | (Aaron Peirsol, Brendan Hansen, Ian Crocker, Jason Lezak                                                          | USA                  |
| 2008 Peking         | Michael Phelps, Garrett Weber-Gale, Cullen Jones, Jason Lezak                             | USA                | Michael Phelps, Ryan Lochte, Ricky Berens, Peter Vanderkaay                                          | USA                | Aaron Peirsol, Brendan Hansen, Michael Phelps, Jason Lezak                                                        | USA                  |
| 2012 London         | Amaury Leveaux, Fabien Gilot, Clément Lefert, Yannick Agnel                               | Franciaország      | Ryan Lochte, Conor Dwyer, Ricky Berens, Michael Phelps                                               | USA                | Matt Grevers, Brendan Hansen, Michael Phelps, Nathan Adrian                                                       | USA                  |
| 2016 Rio de Janeiro | Nathan Adrian, Caeleb Dressel, Michael Phelps, Jimmy Feigen, Blake Pieroni, Anthony Ervin | USA                | Ricky Berens, Conor Dwyer, Ryan Lochte, Michael Phelps, Charlie Houchin, Matt McLean, Davis Tarwater | USA                | Ryan Murphy, Cody Miller, Michael Phelps, Nathan Adrian, David Plummer, Kevin Cordes, Tom Shields, Caeleb Dressel | USA                  |
| 2020 Tokió          |                                                                                           |                    | |                    | |                      |

### 10 km-es távúszás (szabadvízi)
| Év, helyszín        | 10 km-es távúszás       | 10 km-es távúszás |
| ------------------- | ----------------------- | ----------------- |
| 2008 Peking         | Maarten van der Weijden | Hollandia         |
| 2012 London         | Oussama Mellouli        | Tunézia           |
| 2016 Rio de Janeiro | Ferry Weertman          | Hollandia         |
| 2020 Tokió          |                         |                   |

### Megszűnt versenyszámok
Megjegyzés:
- Az 1904-es játékok yardos versenyszámai közül az 50, 100, 220 és 440 yardos távokat (gyors- és hátúszás) a hozzájuk közeli méteres versenyszámoknál közöljük (50, 100, 200, 400 m).

| Év, helyszín   | Versenyszám                     | Olimpiai bajnok                                            | Olimpiai bajnok |
| -------------- | ------------------------------- | ---------------------------------------------------------- | --------------- |
| 1896 Athén     | 500 m-es gyorsúszás             | Paul Neumann                                               | Ausztria        |
| 1896 Athén     | 1200 m-es gyorsúszás            | Hajós Alfréd                                               | Magyarország    |
| 1896 Athén     | 100 m-es gyorsúszás matrózoknak | Joannisz Malokinisz                                        | Görögország     |
| 1900 Párizs    | 1000 m-es gyorsúszás            | John Arthur Jarvis                                         | Nagy-Britannia  |
| 1900 Párizs    | 4000 m-es gyorsúszás            | John Arthur Jarvis                                         | Nagy-Britannia  |
| 1900 Párizs    | 200 m-es csapatverseny          | Ernst Hoppenberg, Max Hainle, Gustav Lexau, Ernest Luhrsen | Német Birodalom |
| 1900 Párizs    | 200 m-es akadályúszás           | Frederick Lane                                             | Ausztrália      |
| 1900 Párizs    | Vízalatti úszás                 | Charles de Vendeville                                      | Franciaország   |
| 1904 St. Louis | 880 yardos gyorsúszás           | Emil Rausch                                                | Német Birodalom |
| 1904 St. Louis | 1 mérföldes gyorsúszás          | Emil Rausch                                                | Német Birodalom |
| 1904 St. Louis | 440 yardos mellúszás            | Georg Zacharias                                            | Német Birodalom |
| 1904 St. Louis | 4×50 yardos gyorsváltó          | Joseph Ruddy, Leo Goodwin, Louis Handley, Charles Daniels  | USA             |

## Nők versenyszámai

### Gyorsúszó számok
Megjegyzés:
- Az 1912-ben győztes Sarah Durack a közös csapatban induló ausztrál-új-zélandi csapat képviseletében nyert.

| Év, helyszín        | 50 m                | 50 m        | 100 m                             | 100 m        | 200 m               | 200 m       |
| ------------------- | ------------------- | ----------- | --------------------------------- | ------------ | ------------------- | ----------- |
| 1912 Stockholm      |                     |             | Sarah Durack                      | Ausztrália   |                     |             |
| 1920 Antwerpen      |                     |             | Ethelda Bleibtrey                 | USA          |                     |             |
| 1924 Párizs         |                     |             | Ethel Lackie                      | USA          |                     |             |
| 1928 Amszterdam     |                     |             | Albina Osipowich                  | USA          |                     |             |
| 1932 Los Angeles    |                     |             | Helene Madison                    | USA          |                     |             |
| 1936 Berlin         |                     |             | Rie Mastenbroek                   | Hollandia    |                     |             |
| 1948 London         |                     |             | Greta Andersen                    | Dánia        |                     |             |
| 1952 Helsinki       |                     |             | Szőke Katalin                     | Magyarország |                     |             |
| 1956 Melbourne      |                     |             | Dawn Fraser                       | Ausztrália   |                     |             |
| 1960 Róma           |                     |             | Dawn Fraser                       | Ausztrália   |                     |             |
| 1964 Tokió          |                     |             | Dawn Fraser                       | Ausztrália   |                     |             |
| 1968 Mexikóváros    |                     |             | Jan Henne                         | USA          | Debbie Meyer        | USA         |
| 1972 München        |                     |             | Sandra Neilson                    | USA          | Shane Gould         | Ausztrália  |
| 1976 Montréal       |                     |             | Kornelia Ender                    | NDK          | Kornelia Ender      | NDK         |
| 1980 Moszkva        |                     |             | Barbara Krause                    | NDK          | Barbara Krause      | NDK         |
| 1984 Los Angeles    |                     |             | Nancy Hogshead Carrie Steinseifer | USA · USA    | Mary Wayte          | USA         |
| 1988 Szöul          | Kristin Otto        | NDK         | Kristin Otto                      | NDK          | Heike Friedrich     | NDK         |
| 1992 Barcelona      | Jang Ven-ji         | Kína        | Csuang Jong                       | Kína         | Nicole Haislett     | USA         |
| 1996 Atlanta        | Amy van Dyken       | USA         | Lo Csing-ji                       | Kína         | Claudia Poll        | Costa Rica  |
| 2000 Sydney         | Inge de Bruijn      | Hollandia   | Inge de Bruijn                    | Hollandia    | Susie O'Neill       | Ausztrália  |
| 2004 Athén          | Inge de Bruijn      | Hollandia   | Jodie Henry                       | Ausztrália   | Camelia Potec       | Románia     |
| 2008 Peking         | Britta Steffen      | Németország | Britta Steffen                    | Németország  | Federica Pellegrini | Olaszország |
| 2012 London         | Ranomi Kromowidjojo | Hollandia   | Ranomi Kromowidjojo               | Hollandia    | Allison Schmitt     | USA         |
| 2016 Rio de Janeiro | Pernille Blume      | Dánia       | Simone Manuel Penny Oleksiak      | USA · Kanada | Katie Ledecky       | USA         |
| 2020 Tokió          |                     |             |                                   |              |                     |             |

| Év, helyszín        | 400 m             | 400 m          | 800 m             | 800 m          |
| ------------------- | ----------------- | -------------- | ----------------- | -------------- |
| 1924 Párizs         | Martha Norelius   | USA            |                   |                |
| 1928 Amszterdam     | Martha Norelius   | USA            |                   |                |
| 1932 Los Angeles    | Helene Madison    | USA            |                   |                |
| 1936 Berlin         | Rie Mastenbroek   | Hollandia      |                   |                |
| 1948 London         | Ann Curtis        | USA            |                   |                |
| 1952 Helsinki       | Gyenge Valéria    | Magyarország   |                   |                |
| 1956 Melbourne      | Lorraine Crapp    | Ausztrália     |                   |                |
| 1960 Róma           | Chris von Saltza  | USA            |                   |                |
| 1964 Tokió          | Virginia Duenkel  | USA            |                   |                |
| 1968 Mexikóváros    | Debbie Meyer      | USA            | Debbie Meyer      | USA            |
| 1972 München        | Shane Gould       | Ausztrália     | Keena Rothhammer  | USA            |
| 1976 Montréal       | Petra Thümer      | NDK            | Petra Thümer      | NDK            |
| 1980 Moszkva        | Ines Diers        | NDK            | Michelle Ford     | Ausztrália     |
| 1984 Los Angeles    | Tiffany Cohen     | USA            | Tiffany Cohen     | USA            |
| 1988 Szöul          | Janet Evans       | USA            | Janet Evans       | USA            |
| 1992 Barcelona      | Dagmar Hase       | Németország    | Janet Evans       | USA            |
| 1996 Atlanta        | Michelle Smith    | Írország       | Brooke Bennett    | USA            |
| 2000 Sydney         | Brooke Bennett    | USA            | Brooke Bennett    | USA            |
| 2004 Athén          | Laure Manaudou    | Franciaország  | Sibata Ai         | Japán          |
| 2008 Peking         | Rebecca Adlington | Nagy-Britannia | Rebecca Adlington | Nagy-Britannia |
| 2012 London         | Camille Muffat    | Franciaország  | Katie Ledecky     | USA            |
| 2016 Rio de Janeiro | Katie Ledecky     | USA            | Katie Ledecky     | USA            |
| 2020 Tokió          |                   |                |                   |                |

### Mellúszó számok
| Év, helyszín        | 100 m                        | 100 m       | 200 m                   | 200 m                 |
| ------------------- | ---------------------------- | ----------- | ----------------------- | --------------------- |
| 1924 Párizs         |                              |             | Lucy Morton             | Nagy-Britannia        |
| 1928 Amszterdam     |                              |             | Hilde Schrader          | Németország           |
| 1932 Los Angeles    |                              |             | Clare Dennis            | Ausztrália            |
| 1936 Berlin         |                              |             | Maehata Hideko          | Japán                 |
| 1948 London         |                              |             | Nel van Vliet           | Hollandia             |
| 1952 Helsinki       |                              |             | Székely Éva             | Magyarország          |
| 1956 Melbourne      |                              |             | Ursula Happe            | Egyesült Német Csapat |
| 1960 Róma           |                              |             | Anita Lonsbrough        | Nagy-Britannia        |
| 1964 Tokió          |                              |             | Galina Prozumenscsikova | Szovjetunió           |
| 1968 Mexikóváros    | Djurdjica Bjedov             | Jugoszlávia | Sharon Wichman          | USA                   |
| 1972 München        | Catherine Carr               | USA         | Beverley Whitfield      | Ausztrália            |
| 1976 Montréal       | Hannelore Anke               | NDK         | Marina Kosevaja         | Szovjetunió           |
| 1980 Moszkva        | Ute Geweniger                | NDK         | Lina Kaciusite          | Szovjetunió           |
| 1984 Los Angeles    | Petra van Staveren           | Hollandia   | Anne Ottenbrite         | Kanada                |
| 1988 Szöul          | Tanja Dangalakova-Bogomilova | Bulgária    | Silke Hörner            | NDK                   |
| 1992 Barcelona      | Jelena Rudkovszkaja          | FÁK         | Ivaszaki Kioko          | Japán                 |
| 1996 Atlanta        | Penelope Heynes              | Dél-Afrika  | Penelope Heynes         | Dél-Afrika            |
| 2000 Sydney         | Megan Quann                  | USA         | Kovács Ágnes            | Magyarország          |
| 2004 Athén          | Lo Hszüe-Csüan               | Kína        | Amanda Beard            | USA                   |
| 2008 Peking         | Leisel Jones                 | Ausztrália  | Rebecca Soni            | USA                   |
| 2012 London         | Rūta Meilutytė               | Litvánia    | Rebecca Soni            | USA                   |
| 2016 Rio de Janeiro | Lilly King                   | USA         | Rie Kaneto              | Japán                 |
| 2020 Tokió          |                              |             |                         |                       |

### Hátúszó számok
| Év, helyszín        | 100 m                 | 100 m          | 200 m               | 200 m        |
| ------------------- | --------------------- | -------------- | ------------------- | ------------ |
| 1924 Párizs         | Sybil Bauer           | USA            |                     |              |
| 1928 Amszterdam     | Maria Johan Braun     | Hollandia      |                     |              |
| 1932 Los Angeles    | Eleanor Holm          | USA            |                     |              |
| 1936 Berlin         | Dina Wilhelmina Senff | Hollandia      |                     |              |
| 1948 London         | Karen Margrete Harup  | Dánia          |                     |              |
| 1952 Helsinki       | Joan Harrison         | Dél-Afrika     |                     |              |
| 1956 Melbourne      | Judith Brenda Grinham | Nagy-Britannia |                     |              |
| 1960 Róma           | Lynn Edythe Burke     | USA            |                     |              |
| 1964 Tokió          | Cathy Ferguson        | USA            |                     |              |
| 1968 Mexikóváros    | Kaye Hall             | USA            | Lillian Watson      | USA          |
| 1972 München        | Melissa Belote        | USA            | Melissa Belote      | USA          |
| 1976 Montréal       | Ulrike Richter        | NDK            | Ulrike Richter      | NDK          |
| 1980 Moszkva        | Rica Reinisch         | NDK            | Rica Reinisch       | NDK          |
| 1984 Los Angeles    | Theresa Andrews       | USA            | Jolanda de Rover    | Hollandia    |
| 1988 Szöul          | Kristin Otto          | NDK            | Egerszegi Krisztina | Magyarország |
| 1992 Barcelona      | Egerszegi Krisztina   | Magyarország   | Egerszegi Krisztina | Magyarország |
| 1996 Atlanta        | Beth Botsford         | USA            | Egerszegi Krisztina | Magyarország |
| 2000 Sydney         | Diana Mocanu          | Románia        | Diana Mocanu        | Románia      |
| 2004 Athén          | Natalie Coughlin      | USA            | Kirsty Coventry     | Zimbabwe     |
| 2008 Peking         | Natalie Coughlin      | USA            | Kirsty Coventry     | Zimbabwe     |
| 2012 London         | Missy Franklin        | USA            | Missy Franklin      |              |
| 2016 Rio de Janeiro | Hosszú Katinka        | Magyarország   | Madeline DiRado     | USA          |
| 2020 Tokió          |                       |                |                     |              |

### Pillangóúszó számok
| Év, helyszín        | 100 m                  | 100 m      | 200 m                  | 200 m         |
| ------------------- | ---------------------- | ---------- | ---------------------- | ------------- |
| 1956 Melbourne      | Shelley Mann           | USA        |                        |               |
| 1960 Róma           | Carolyn Schuler        | USA        |                        |               |
| 1964 Tokió          | Sharon Stouder         | USA        |                        |               |
| 1968 Mexikóváros    | Lynette McClements     | Ausztrália | Ada Kok                | Hollandia     |
| 1972 München        | Aoki Majumi            | Japán      | Karen Moe              | USA           |
| 1976 Montréal       | Kornelia Ender         | NDK        | Andrea Pollack         | NDK           |
| 1980 Moszkva        | Caren Metschuck        | NDK        | Ines Geissler          | NDK           |
| 1984 Los Angeles    | Mary Terstegge Meagher | USA        | Mary Terstegge Meagher | USA           |
| 1988 Szöul          | Kristin Otto           | NDK        | Kathleen Nord          | NDK           |
| 1992 Barcelona      | Csien Hung             | Kína       | Summer Sanders         | USA           |
| 1996 Atlanta        | Amy van Dyken          | USA        | Susie O'Neill          | Ausztrália    |
| 2000 Sydney         | Inge de Bruijn         | Hollandia  | Misty Hyman            | USA           |
| 2004 Athén          | Petria Thomas          | Ausztrália | Otylia Jedrzejczak     | Lengyelország |
| 2008 Peking         | Lisbeth Trickett       | Ausztrália | Liu Zige               | Kína          |
| 2012 London         | Dana Vollmer           | USA        | Csiao Liu-jang         | Kína          |
| 2016 Rio de Janeiro | Sarah Sjöström         | Svédország | Mireia Belmonte        | Spanyolország |
| 2020 Tokió          |                        |            |                        |               |

### Vegyesúszó számok
| Év, helyszín        | 200 m          | 200 m        | 400 m               | 400 m        |
| ------------------- | -------------- | ------------ | ------------------- | ------------ |
| 1964 Tokió          |                |              | Donna de Varona     | USA          |
| 1968 Mexikóváros    | Claudia Kolb   | USA          | Claudia Kolb        | USA          |
| 1972 München        | Shane Gould    | Ausztrália   | Gail Neall          | Ausztrália   |
| 1976 Montréal       | Daniela Hunger | NDK          | Ulrike Tauber       | NDK          |
| 1980 Moszkva        |                |              | Petra Schneider     | NDK          |
| 1984 Los Angeles    | Tracy Caulkins | USA          | Tracy Caulkins      | USA          |
| 1988 Szöul          | Daniela Hunger | NDK          | Janet Evans         | USA          |
| 1992 Barcelona      | Lin Li         | Kína         | Egerszegi Krisztina | Magyarország |
| 1996 Atlanta        | Michelle Smith | Írország     | Michelle Smith      | Írország     |
| 2000 Sydney         | Jana Klocskova | Ukrajna      | Jana Klocskova      | Ukrajna      |
| 2004 Athén          | Jana Klocskova | Ukrajna      | Jana Klocskova      | Ukrajna      |
| 2008 Peking         | Stephanie Rice | Ausztrália   | Stephanie Rice      | Ausztrália   |
| 2012 London         | Je Si-ven      | Kína         | Je Si-ven           | Kína         |
| 2016 Rio de Janeiro | Hosszú Katinka | Magyarország | Hosszú Katinka      | Magyarország |
| 2020 Tokió          |                |              |                     |              |

### Váltóúszó számok
| Év, helyszín        | 4×100 m gyorsváltó                                                            | 4×100 m gyorsváltó | 4×200 m gyorsváltó                                                                                          | 4×200 m gyorsváltó | 4×100 m vegyes váltó                                                                                                | 4×100 m vegyes váltó |
| ------------------- | ----------------------------------------------------------------------------- | ------------------ | --- | ------------------ | --- | -------------------- |
| 1912 Stockholm      | Bella Moore, Jennie Fletcher, Annie Spiers, Irene Steer                       | Nagy-Britannia     | |                    | |                      |
| 1920 Antwerpen      | Ethelda Bleibtrey, Frances Schroth, Irene Guest, Margaret Woodbridge          | USA                | |                    | |                      |
| 1924 Párizs         | Euphrasia Donnelly, Gertrude Ederle, Ethel Lackie, Mariechen Wehselau         | USA                | |                    | |                      |
| 1928 Amszterdam     | Adelaide Lambert, Albina Osipowich, Eleanor Garatti, Martha Norelius          | USA                | |                    | |                      |
| 1932 Los Angeles    | Josephine McKim, Helen Johns, Eleanor Garatti-Saville, Helene Madison         | USA                | |                    | |                      |
| 1936 Berlin         | Jopie Selbach, Tini Wagner, Willy den Ouden, Rie Mastenbroek                  | Hollandia          | |                    | |                      |
| 1948 London         | Marie Corridon, Thelma Kalama, Brenda Helser, Ann Curtis                      | USA                | |                    | |                      |
| 1952 Helsinki       | Novák Éva, Novák Ilona, Szőke Katalin, Temes Judit                            | Magyarország       | |                    | |                      |
| 1956 Melbourne      | Dawn Fraser, Faith Leech, Sandra Morgan, Lorraine Crapp                       | Ausztrália         | |                    | |                      |
| 1960 Róma           | Joan Spillane, Shirley Stobs, Carolyn Wood, Chris von Saltza                  | USA                | |                    | Lynn Burke, Patty Kempner, Carolyn Schuler, Chris von Saltza                                                        | USA                  |
| 1964 Tokió          | Sharon Stouder, Donna de Varona, Lillian Watson, Kathleen Ellis               | USA                | |                    | Cathy Ferguson, Cynthia Goyette, Sharon Stouder, Kathleen Ellis                                                     | USA                  |
| 1968 Mexikóváros    | Jane Barkman, Linda Gustavson, Susan Pedersen, Jane Henne                     | USA                | |                    | Kaye Hall, Catie Ball, Ellie Daniel, Susan Pedersen                                                                 | USA                  |
| 1972 München        | Sandra Neilson, Jennifer Kemp, Jane Barkman, Shirley Babashoff                | USA                | |                    | Melissa Belote, Catherine Carr, Deena Deardruff, Sandra Neilson                                                     | USA                  |
| 1976 Montréal       | Kim Peyton, Wendy Boglioli, Jill Sterkel, Shirley Babashoff                   | USA                | |                    | Ulrike Richter, Hannelore Anke, Andrea Pollack, Kornelia Ender                                                      | NDK                  |
| 1980 Moszkva        | Barbara Krause, Caren Metschuck, Ines Diers, Sarina Hülsenbeck                | NDK                | |                    | Rica Reinisch, Ute Geweniger, Andrea Pollack, Caren Metschuck                                                       | NDK                  |
| 1984 Los Angeles    | Jenna Johnson, Carrie Steinseifer, Dara Torres, Nancy Hogshead                | USA                | |                    | Theresa Andrews, Tracy Caulkins, Mary Terstegge Meagher, Nancy Hogshead                                             | USA                  |
| 1988 Szöul          | Kristin Otto, Katrin Meissner, Daniela Hunger, Manuela Stellmach              | NDK                | |                    | Kristin Otto, Silke Hörner, Birte Weigang, Katrin Meissner                                                          | NDK                  |
| 1992 Barcelona      | Nicole Haislett, Dana Torres, Angel Martino, Jenny Thompson                   | USA                | |                    | Lea Loveless, Anita Nall, Crissy Ahmann-Leighton, Jenny Thompson                                                    | USA                  |
| 1996 Atlanta        | Angel Martino, Amy van Dyken, Catherine Fox, Jenny Thompson                   | USA                | Trina Jackson, Cristina Teuscher, Sheila Taormina, Jenny Thompson                                           | USA                | Beth Botsford, Amanda Beard, Angel Martino, Amy van Dyken                                                           | USA                  |
| 2000 Sydney         | Amy van Dyken, Dara Torres, Courtney Shealy, Jenny Thompson                   | USA                | Samantha Arsenault, Diana Munz, Lindsay Benko, Jenny Thompson                                               | USA                | B.J. Bedford, Megan Quann, Jenny Thompson, Dara Torres                                                              | USA                  |
| 2004 Athén          | Alice Mills, Lisbeth Lenton, Petria Thomas, Jodie Henry                       | Ausztrália         | Natalie Coughlin, Carly Piper, Dana Vollmer, Kaitlin Sandeno                                                | USA                | Giaan Rooney, Leisel Jones, Petria Thomas, Jodie Henry                                                              | Ausztrália           |
| 2008 Peking         | Inge Dekker, Ranomi Kromowidjojo, Femke Heemskerk, Marleen Veldhuis           | Hollandia          | Stephanie Rice, Bronte Barratt, Kylie Palmer, Linda MacKenzie                                               | Ausztrália         | Emily Seebohm, Leisel Jones, Jessicah Schipper, Lisbeth Trickett-Lenton                                             | Ausztrália           |
| 2012 London         | Alicia Coutts, Cate Campbell, Brittany Elmslie, Mel Schlanger                 | Ausztrália         | Missy Franklin, Dana Vollmer, Shannon Vreeland, Allison Schmitt                                             | USA                | Missy Franklin, Rebecca Soni, Dana Vollmer, Allison Schmitt                                                         | USA                  |
| 2016 Rio de Janeiro | Emma McCeon, Brittany Elmslie, Bronte Camobell, Cate Campbell, Madison Wilson | Ausztrália         | Madeline DiRado, Katie Ledecky, Allison Schmitt, Leah Smith, Missy Franklin, Melanie Margalis, Cierra Runge | USA                | Kathleen Baker, Lilly King, Dana Vollmer, Simone Manuel, Olivia Smoliga, Katie Meili, Kelsi Worrell, Abbey Weitzeil | USA                  |
| 2020 Tokió          |                                                                               |                    | |                    | |                      |

### 10 km-es távúszás (szabadvízi)
| Év, helyszín        | 10 km-es távúszás     | 10 km-es távúszás |
| ------------------- | --------------------- | ----------------- |
| 2008 Peking         | Larisza Ilcsenko      | Oroszország       |
| 2012 London         | Risztov Éva           | Magyarország      |
| 2016 Rio de Janeiro | Sharon van Rouwendaal | Hollandia         |
| 2020 Tokió          |                       |                   |

### Megszűnt versenyszámok
| Év, helyszín   | Versenyszám         | Olimpiai bajnok   | Olimpiai bajnok |
| -------------- | ------------------- | ----------------- | --------------- |
| 1920 Antwerpen | 300 m-es gyorsúszás | Ethelda Bleibtrey | Hollandia       |